# Ikalesken
Ikalesken, Ikalensken ou Ikales est un toponyme ibérique qui n'apparaît que dans les légendes monétaires en écriture ibérique méridionale. Bien qu'il n'y ait pas de preuve formelle, la relation possible entre Ikalesken et les Egelesta cités par Pline l'Ancien (Naturalis Historia III, 25 et 31, 80) et Strabon (Geographie III, 4, 9) a été soulignée.

## Toponymie
Le sens du mot est inconnu, mais le suffixe ibérique -sken a permis de le valoriser à la fois comme nom des habitants d'une ville et comme nom d'un groupe de personnes à l'habitat dispersé.

## Localisation
Bien que sa localisation précise ne soit pas connue, il existe plusieurs propositions basées sur des critères épigraphiques, philologiques, homophoniques ou sur la dispersion des pièces. A. Delgado a remarqué que les pièces de bronze étaient beaucoup plus fréquentes dans les provinces de Murcie, Alicante et Valence, et a proposé de la situer à Campello (Alicante). J. Zóbel maintient la localisation à Acci. M. Gómez Moreno la situe en Bastetania et privilégie la possibilité de Carthagène. A. Beltrán l'a placée dans les environs d'Urkesken et F. Mateu y Llopis a proposé Alicante. Cependant, ces dernières années, grâce à une meilleure connaissance et documentation des découvertes monétaires, on peut affirmer avec une grande certitude qu'il ne s'agit pas d'un hôtel des monnaies situé en territoire valencien, mais entre les fleuves Júcar et Cabriel (Cuenca), peut-être à Iniesta.

## Monnaie
Ikalesken a frappé des pièces d'argent, des deniers, d'un poids moyen de 3,60-3,80 grammes. L'avers de ces pièces représentait une tête d'homme, tournée vers la droite, et un cavalier, muni d'un bouclier rond, menant un second cheval. Leur présence dans certains dépôts suggère qu'en 115-114 av. J.-C., les deux tiers de tous les denarii avaient déjà été frappés, de sorte que la date du début des émissions d'argent doit être placée dans les dernières décennies de la première moitié du IIe siècle av. J.-C. ou vers le milieu du même siècle, et qu'elles ont probablement cessé d'être émises après la guerre de Sertorius.
Il a également frappé plusieurs émissions en bronze, dont certaines en combinaison avec l'argent, comme le montre la variété des symboles qui accompagnent les dessins et qui permettent de les distinguer. Les valeurs produites étaient plus variées que pour l'argent, puisqu'on connaît des unités, des moitiés et des quarts ; toutes présentaient à l'avers une tête d'homme regardant à droite ou à gauche, et au revers un cavalier conduisant un second cheval, un cheval et un sanglier, selon les différentes dénominations. Les dates d'émission des pièces de bronze sont encore incertaines, bien qu'il soit possible de les situer toutes entre 150 av. J.-C. et 50 av.